# Boezinge
Boezinge és un poble de la ciutat d'Ieper a la província Flandes Occidental de Bèlgica. El 1971 va fusionar amb Zuidschote i l'1 de gener de 1977 amb Ieper. El 1999 tenia 2216 habitants. Es troba al marges del canal Ieper-IJzer i de l'Ieperleet.

## Història

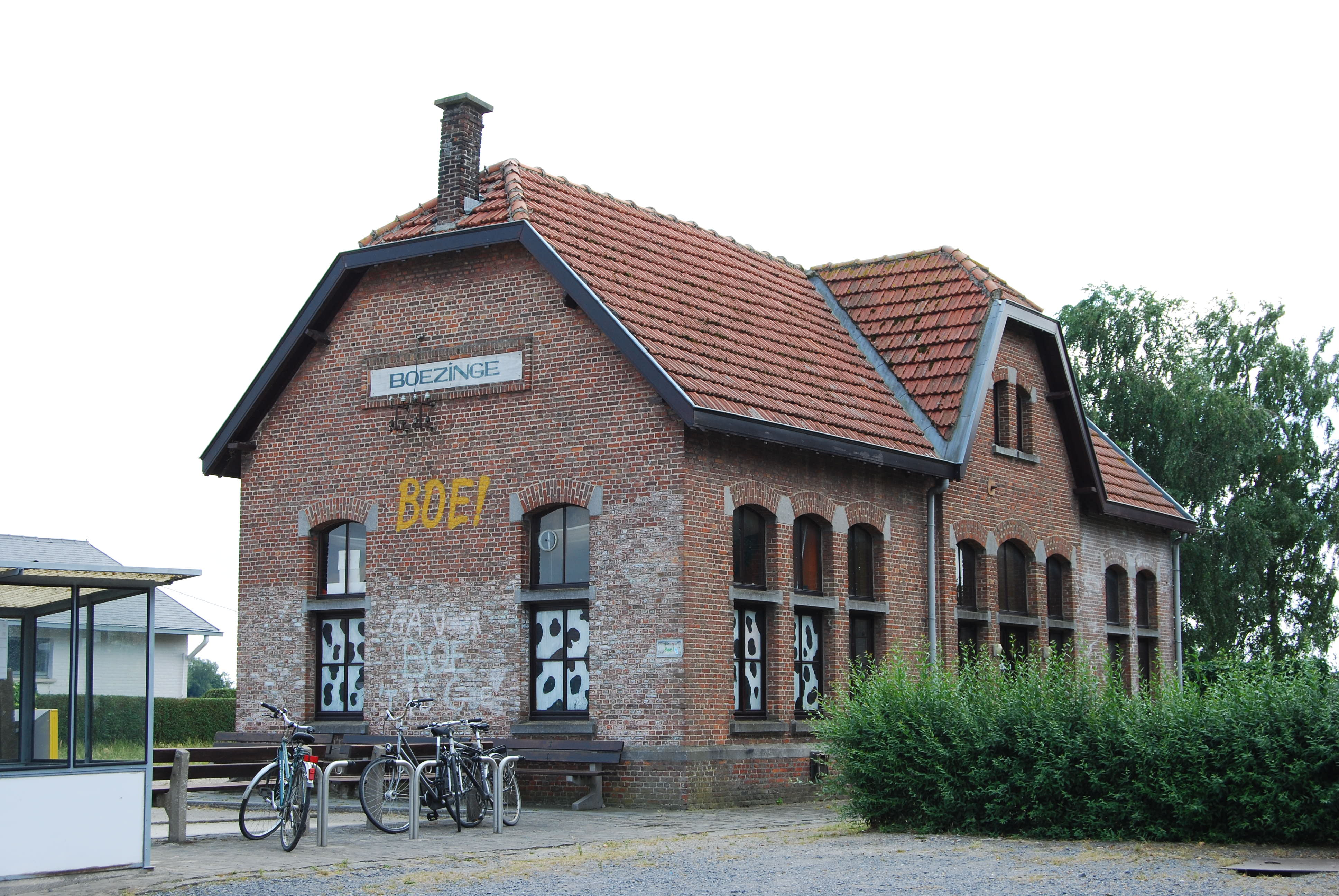
Antiga estació de la NMBS

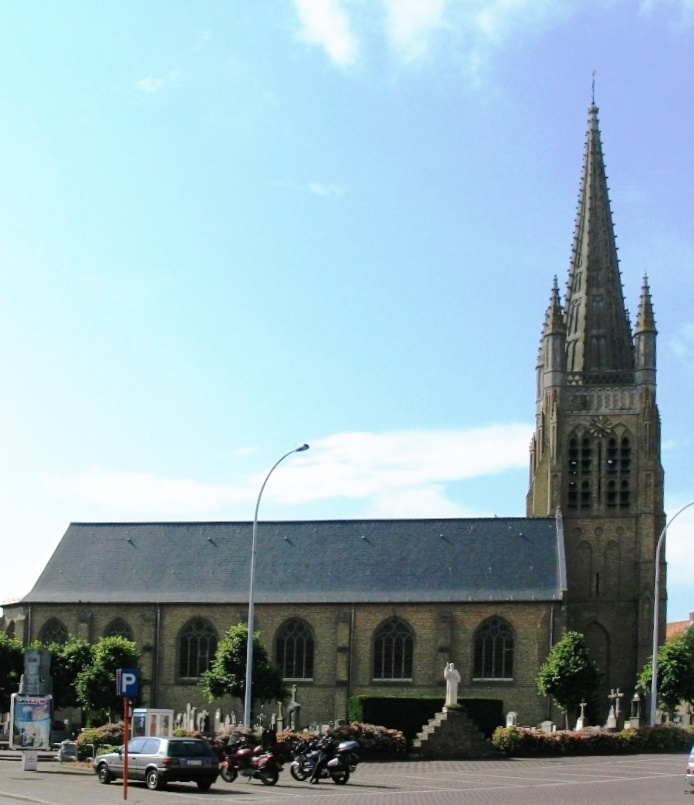
L'església de Sant Miquel Arcàngel

El topònim Bosingaheim que va evolucionar fins a l'actual de Boezinge provindria de Bosa (un nom), inga (genitiu) i d'heim (casa). En molts relats històrics d'origen anglès sobre la guerra, s'utilitza l'ortografia antiga Boesinghe.
El primer esment escrit s'ha trobat el 1119 a les cròniques del capítol de Sant-Martí d'Ieper. El poble s'hauria desenvolupat al costat d'un «portatge» (un pla oblic de fusta al costat d'un assut al qual es tiraven les barques per a vèncer un desnivell, una infraestructura més senzilla que una resclosa) a l'Ieperleet. Al costat de l'agricultura, el poble tenia també desenvolupada una certa activitat industrial al segle xix, degut a la proximitat del canal i de la ciutat d'Ieper. El 1846 hi havia 4 fàbriques de cervesa, del qual una encara existeix avui, tres forjes, una calcineria, tres molins, dues bòbiles i dues fàbriques de midó.
Després de la primera i de la segona batalla d'Ieper a la primera guerra mundial el poble s'havia transformat en camp desolat de ruïnes. El 1919, els primers habitants van tornar i reconstruir el poble a poc a poc.

## Llocs d'interès
- El poble compta 10 cementiris militars britànics i altres monuments de la Primera Guerra Mundial
- La Yorkshire Trench: una trinxera de la primera guerra mundial excavada a la seva ubicació d'origen i restaurada amb materials autèntics.[2]